# Jules Van Hevel
Jules Van Hevel, né le 10 mars 1895 à Koekelare, mort le 21 juillet 1969 à Ostende, est un coureur cycliste belge. Professionnel de 1919 à 1932, il a notamment remporté le Tour des Flandres en 1920, Paris-Roubaix en 1924, et a été deux fois champion de Belgique sur route en 1920 et 1921.
Un interclub belge, le Grand Prix Jules Van Hevel, est disputé en son hommage autour d'Ichtegem.

## Biographie
Il fait partie du  fameux team des « Flandriens » managé par Karel Steyaert qui, pendant des années, sur toutes les pistes d’Europe, accumulent les succès dans les courses à l’américaine et il est aussi parmi les premiers cyclistes flamands à se rendre aux États-Unis pour courir.
Aux mondiaux 1928, il s'échappe après 40 kilomètres de course avec son compatriote Georges Ronsse. Les trois représentants de la sélection italienne, Alfredo Binda et Costante Girardengo qui avaient dominé la course en 1927 et Gaetano Belloni, ont fait en sorte de se marquer, sans tenir compte des autres coureurs, à tel point qu'après la moitié de la course, les deux premiers ont abandonné en même temps, la victoire finale étant devenue impossible. Devant, Van Hevel chute après une collision avec une vache et doit également abandonner. Ronsse a donc fini avec une avance de plus de 17 minutes. Il s'agit du plus grand écart dans l'histoire des mondiaux.

## Palmarès
- 1919
  - Championnat des Flandres
  - 2e des Trois villes sœurs
  - 3e du Tour des Flandres
  - 3e du Tour de Belgique
- 1920
  -  Champion de Belgique sur route
  - Championnat des Flandres
  - 1re étape du Tour de Belgique
  - Tour des Flandres
- 1921
  -  Champion de Belgique sur route
  - 2e étape du Tour de Belgique
  - 2e du Tour des Flandres
  - 3e du Tour de Belgique
- 1922
  - Tour de Flandre Occidentale
- 1923
  - Six jours de Bruxelles (avec César Debaets)
  - Critérium des As
  - Critérium des Espoirs
  - Trois villes sœurs
  - La Haye-Arnhem-La Haye
  - 2e de la Coupe Sels
- 1924
  - Paris-Roubaix
  - Critérium des As
  - Circuit de Paris
- 1925
  - Six jours de Gand (avec César Debaets)
  - 3e de Paris-Roubaix
  - 3e du Tour de la province de Milan
- 1926
  - Circuit du Littoral
  - Six jours de Gand (avec César Debaets)
- 1927
  - Berlin-Cottbus-Berlin
  - Hanovre-Brême-Hanovre
  - 2e du Tour de Cologne
- 1928
  - Tour de Belgique
    - Classement général
    - 1re étape

  - Circuit des régions flamandes